# اسنیدز (فلوریدا)
اسنیدز (به انگلیسی: Sneads) شهری در شهرستان جکسون ایالت فلوریدا است که در سال ۱۸۹۴ بنیان‌گذاری شده‌است. این شهر طبق سرشماری سال ۲۰۱۰ میلادی، ۲٬۱۸۷ نفر جمعیت داشته و مساحت آن نیز ۱۲٫۰ کیلومتر مربع است.